# 高知市立秦小学校
高知市立秦小学校（こうちしりつ はだしょうがっこう）は、高知県高知市愛宕山にある公立小学校。

## 通学区域
- 愛宕山
- 宇津野
- 西秦泉寺
- 中秦泉寺
- 加賀野井一丁目
- 加賀野井二丁目
- 北秦泉寺
- 前里
- 三谷
- 七ツ渕
- 秦南町一丁目[1]

## 進学先中学校
- 高知市立愛宕中学校[1]